# Spergula arenarioides
Spergula arenarioides är en nejlikväxtart som beskrevs av Nicolas Charles Seringe. Spergula arenarioides ingår i släktet spärglar, och familjen nejlikväxter. Inga underarter finns listade i Catalogue of Life.